# Logos Verlag Berlin
Der Logos Verlag Berlin ist ein deutscher Wissenschaftsverlag mit Sitz in Berlin.
Der Verlag veröffentlicht Lehrbücher, Monographien, Konferenzbände, Festschriften und Fachzeitschriften. Nach eigenen Angaben bringt er jährlich ca. 200 Neuerscheinungen heraus und die Backlist umfasst ca. 5.700 Titel; darunter 7 wissenschaftliche Zeitschriften und ca. 90 Schriftenreihen. Ein großer Teil der Publikationen ist als E-Book über die Plattformen ProQuest, EBSCO und die MyLibrary des Verlags verfügbar. Auch bietet er die Möglichkeit Open Access zu publizieren.

## Verlagsprogramm
Das Verlagsprogramm umfasst Publikationen (vor allem Dissertations- und Habilitationsschriften) aus den Geistes-, Sozial- und Rechtswissenschaften sowie aus den Wirtschaft-, Ingenieurs- und Naturwissenschaften. Die Schwerpunkte liegen in den Fachgebieten Philosophie, Geschichte, Bildungstheorie, Kunstgeschichte, Literatur- und Sprachwissenschaft sowie in der Informationstechnologie. Der Verlag versteht sich "als Publikationshaus für innovative Wissenschaft und damit als wissenschaftlicher Impulsgeber." Mit seinen Publikationen beteiligt sich der Verlag auch über den universitären Diskurs hinaus an aktuellen wissenschaftlichen Debatten, darunter Zukunftsthemen wie Kulturtechnik, Migration, Ökologie und Nachhaltigkeit.
Zu den Autoren und Herausgebern zählen unter anderem Christoph Asmuth, Talja Blokland, Holger Burckhart, Jürgen Dittberner, Thomas Düllo, Sabine Fiedler, Angelika Geyer, Thomas Gil, Hans-Jürgen Grabbe, Friedrich Wilhelm Hesse, Klaus Hentschel, Eric Hilgendorf, Slavko Kacunko, Stephan Kessler, Rüdiger Lohlker, Peter Loos, Ulrike Lucke, Christiane Nord, Dorothee Röseberg, Michael Schetsche, Stephan G. Schmid, Eberhard Schmidhäuser, Walter Sendlmeier, Horst Wessel, Karl-Friedrich Wessel, Daniel-Pascal Zorn.

## Schriftenreihen (in Auswahl)
Zu den ca. 90 Schriftenreihen des Verlags zählen unter anderem:
- die archäologische Schriftenreihe Edition Studia Cyprologica Berolinensia (hrsg. von Stephan G. Schmid),[3] bei der es sich um die einzige Schriftenreihe im deutschsprachigen Raum handelt, die sich ausschließlich der Erforschung der Kultur Zyperns im Altertum widmet[4]
- die Schriftenreihe Studien zum Physik- und Chemielernen (hrsg. von Helmut Fischler, Hans Niedderer, Elke Sumfleth), die mit über 200 Titeln und ca. 20 Neuerscheinungen im Jahr eines der größten deutschsprachigen Publikationsorgane für Chemie- und Physikdidaktik ist
- die von Thomas Gil und Axel Gelfert herausgegebenen Philosophischen Hefte
- die von Heinrich Bülthoff am Tübinger Max-Planck-Institut für biologische Kybernetik herausgegebene MPI Series in Biological Cybernetics
- die von dem Philosophen Karl-Friedrich Wessel herausgegebenen Berliner Studien zur Wissenschaftsphilosophie und Humanontogenetik[5]
- die von Marcel Odenbach, Yvonne Spielmann und Slavko Kacunko herausgegebene eva - edition video art
- die von Christoph Wulf herausgegebenen Berliner Arbeiten zur Erziehungs- und Kulturwissenschaft
- die von Ulrike Davy, Sudabeh Kamanabrou, Oliver Ricken und Christian Rolfs herausgegebene Schriftenreihe Arbeit und sozialer Schutz
- die von Thomas Düllo und Franz Liebl herausgegebene Schriftenreihe Kulturelle Innovation und strategische Kultivierung (KISKU)
- die von Michael Fuchs am Universitätsklinikum Leipzig herausgegebene Schriftenreihe Kinder- und Jugendstimme